# Egon Roth
Egon Roth (* 1. Mai 1980 in Blasendorf, Rumänien) ist ein ehemaliger deutscher Boxprofi. Er ist der Bruder von Dieter Roth, ebenfalls Profiboxer im Schwergewicht.

## Werdegang
Roth begann im Alter von 14 Jahren mit dem Boxen. Als Amateur gelangen dem in Frankenthal lebenden gelernten Schlosser 37 Siege in 40 Kämpfen. Er wurde zweimal deutscher Juniorenmeister und belegte bei der Junioreneuropameisterschaft 1997 in Birmingham im Superschwergewicht einen dritten Platz.
Im Jahr 2003 wurde Roth beim neu gegründeten Hamburger Boxstall Spotlight Boxing Profi, sein Trainer war Michael Timm. Er gewann alle seiner 19 Profikämpfe gegen vornehmlich wenig bekannte Aufbaugegner. Die hohen Erwartungen, als deutscher Hoffnungsträger im Schwergewicht zu fungieren, konnte er jedoch nicht erfüllen. Häufig hatte er mit Verletzungen zu kämpfen (unter anderem ein Mittelhandbruch, Sehnenriss, Muskelfaserriss, Mandeloperation und chronische Rückenprobleme), weshalb wiederholte angesetzte Kämpfe (unter anderen eingeplanter Kampf um die deutsche Meisterschaft gegen den Veteranen Andreas Sidon) abgesagt werden mussten. Er beendete daraufhin im Mai 2008 seine Karriere als aktiver Boxer.